# Sumpffarngewächse
Die Sumpffarngewächse (Thelypteridaceae) sind eine Familie in der Ordnung Tüpfelfarnartige (Polypodiales) der Echten Farne (Polypodiopsida).

## Merkmale

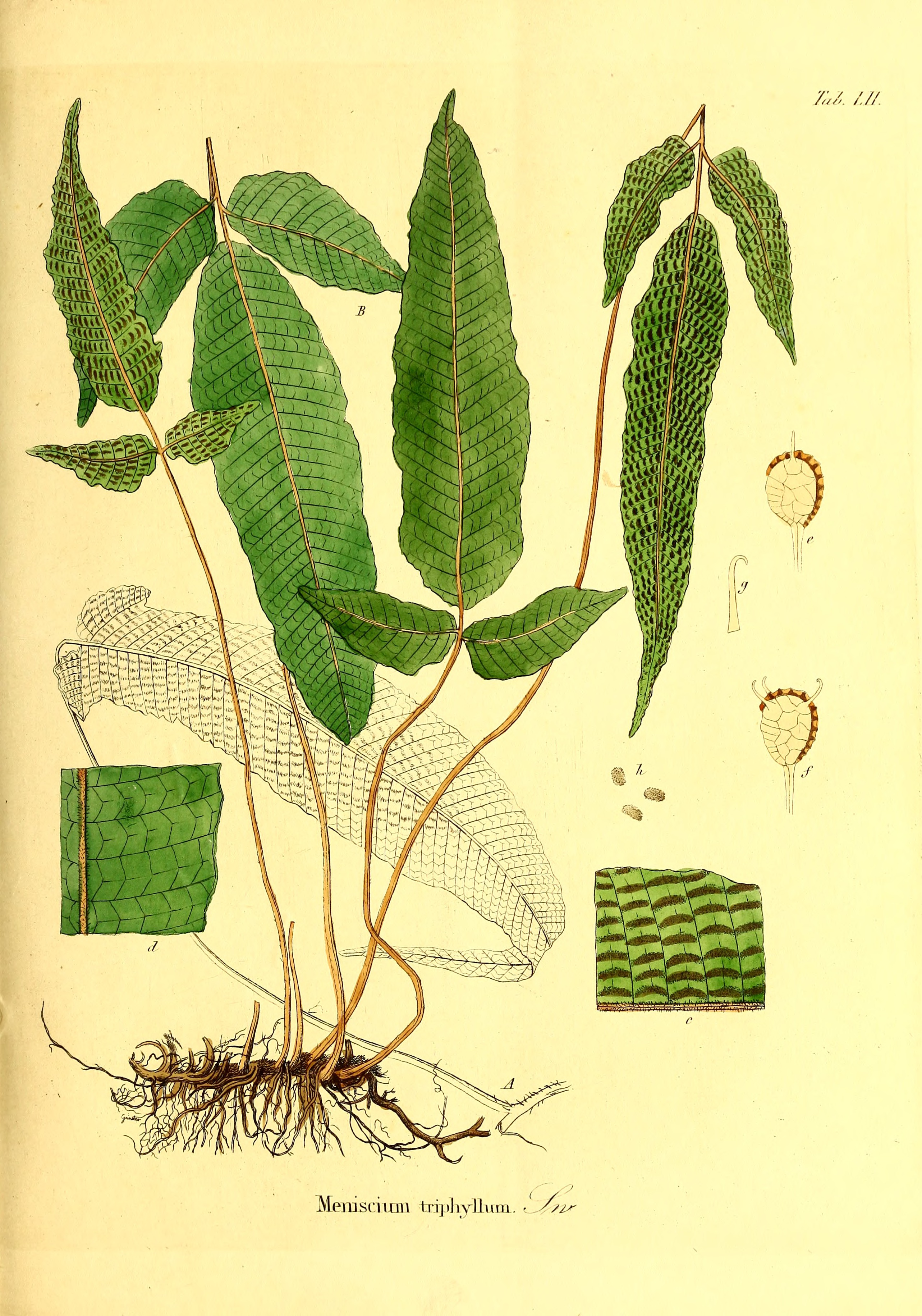
Illustration aus Gustav Kunze: Die Farrnkräuter in kolorirten Abbildungen naturgetreu Erläutert und Beschrieben, 1840 von Cyclosorus triphyllus

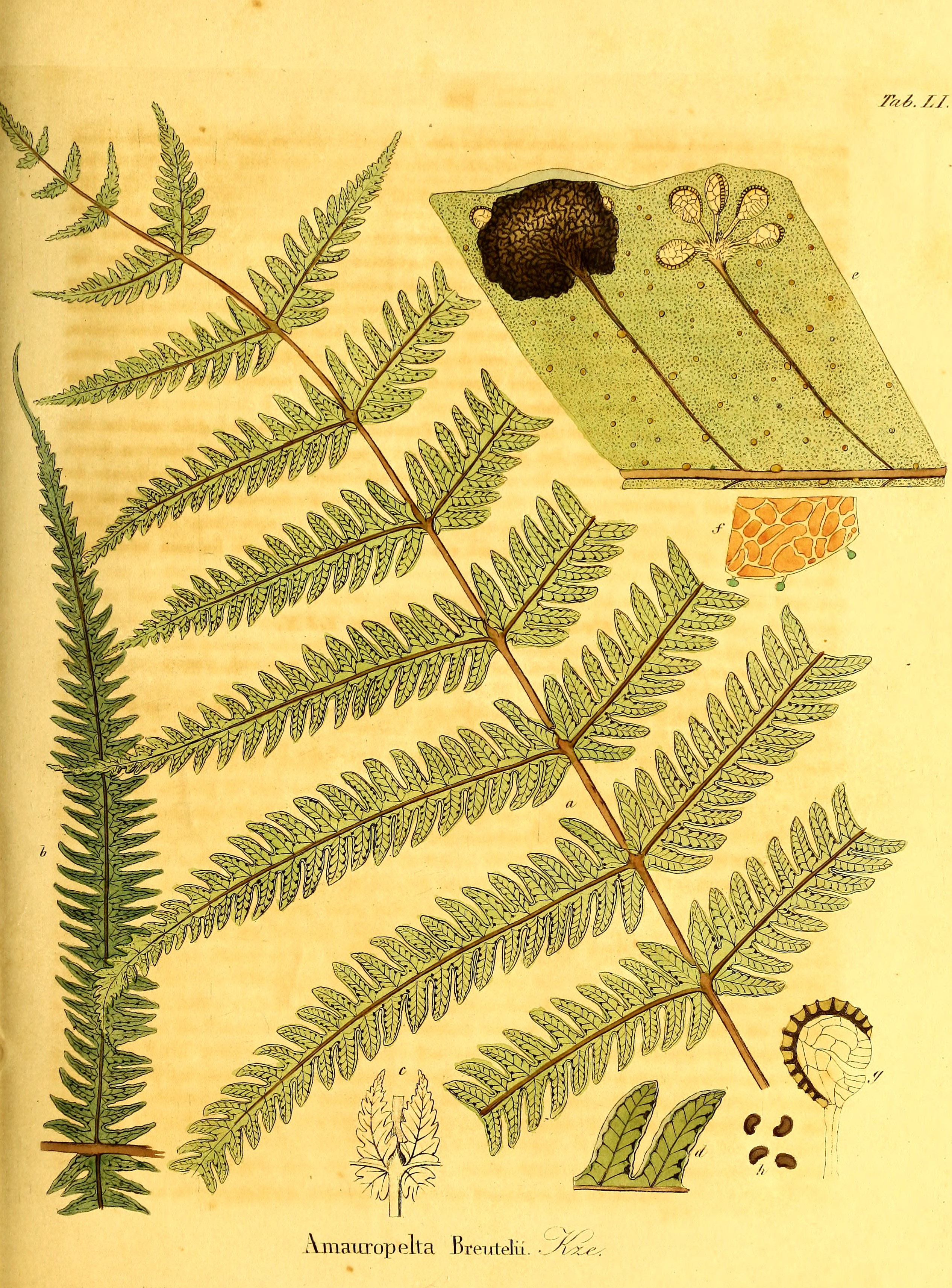
Illustration aus Gustav Kunze: Die Farrnkräuter in kolorirten Abbildungen naturgetreu Erläutert und Beschrieben, 1840 von Amauropelta breutelii

Es sind ausdauernde krautige Pflanzen. Die Rhizome sind kriechend, aufsteigend oder aufrecht und besitzen an der Spitze Schuppen. Die Blattwedel sind in Blattstiel und Blattspreite gegliedert. Die Blattstiele zeigen im Querschnitt zwei längliche oder halbmondförmige Leitbündel, am distalen Ende vereinigen sich die beiden zu einem dachrinnenförmigen Leitbündel. Die Blattspreiten sind meist gefiedert oder fiederschnittig. Die Blattverven sind fiederig verzweigt, enden frei oder anastomosieren. Die Spreiten sind mit nadelförmigen Haaren besetzt.
Die Sori stehen an der Blattunterseite, sind rund bis länglich, selten lang, und stehen an den Adern. Das Indusium ist nierenförmig oder fehlt. Die Sporangien haben einen dreireihigen, kurzen bis langen Stiel. Die Sporen sind ellipsoidisch, monolet (haben eine Narbe). Die Perine ist geflügelt bis gestachelt.
Die Chromosomengrundzahl beträgt x = 27 oder 36.

## Ökologie
Die Arten der Familie Thelypteridaceae wachsen meist terrestrisch, selten lithophytisch.

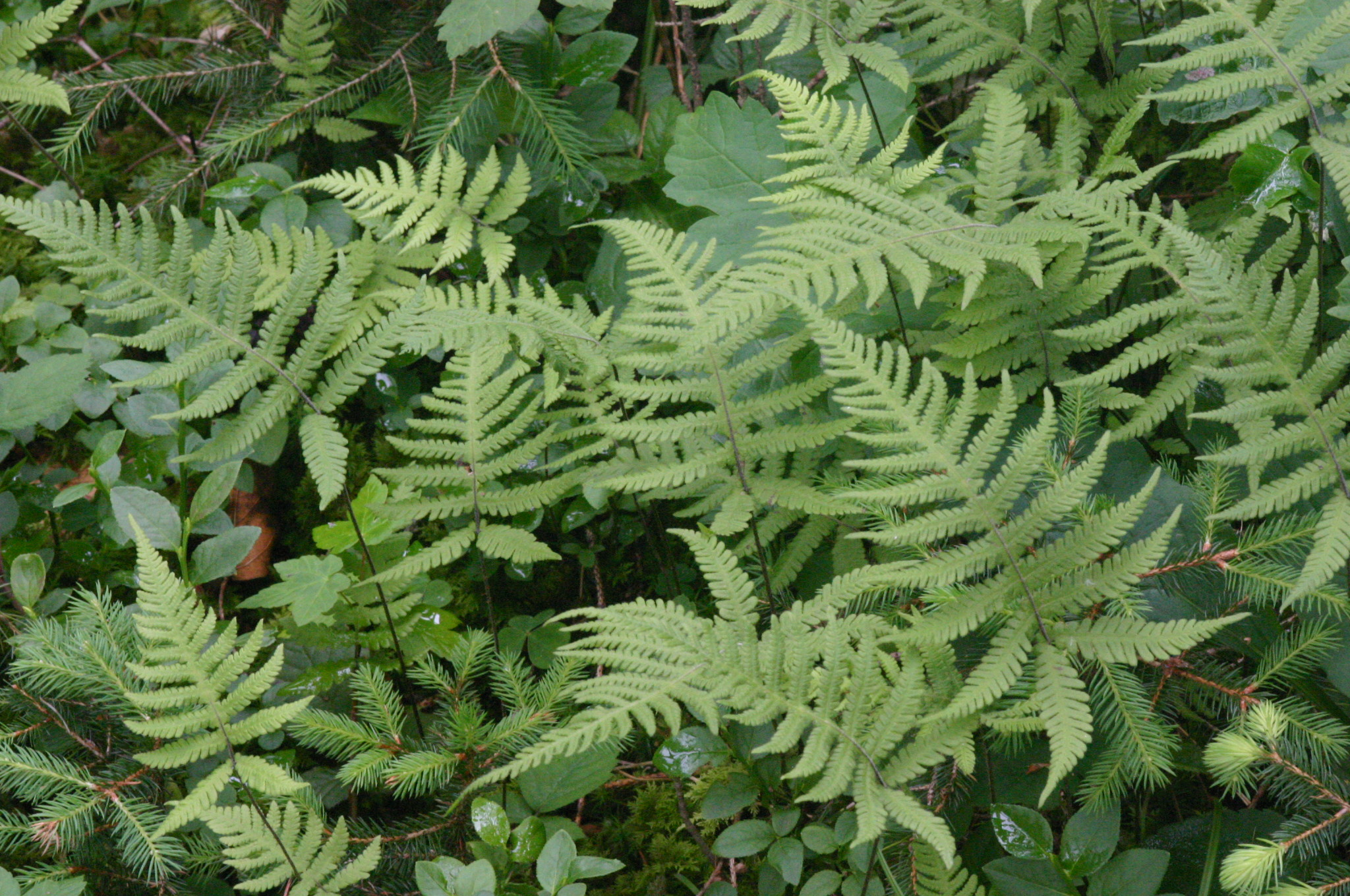
Unterfamilie Phegopteridoideae: Buchenfarn (Phegopteris connectilis)

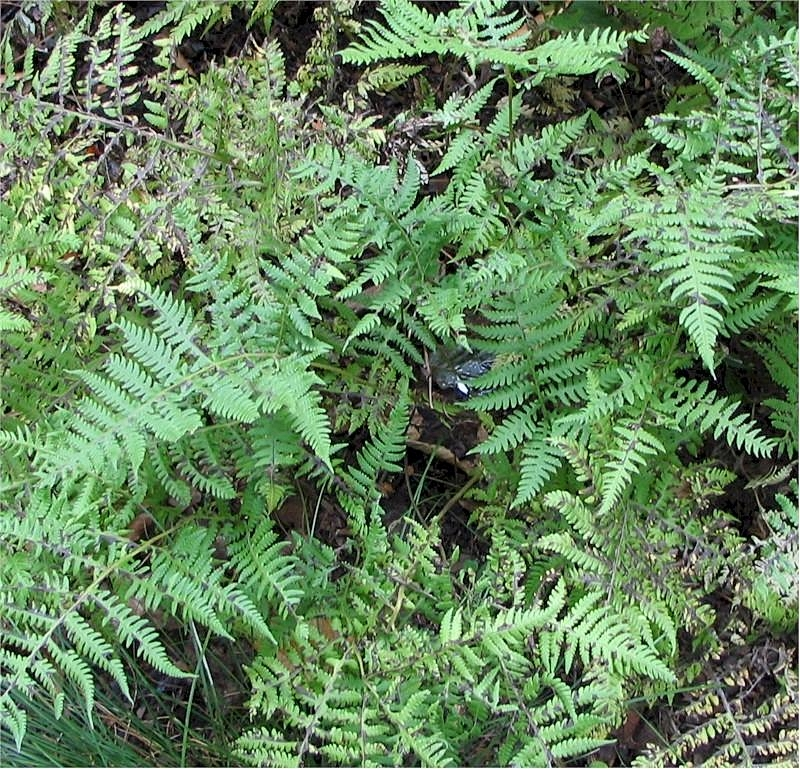
Unterfamilie Phegopteridoideae: Habitus von Phegopteris hexagonoptera

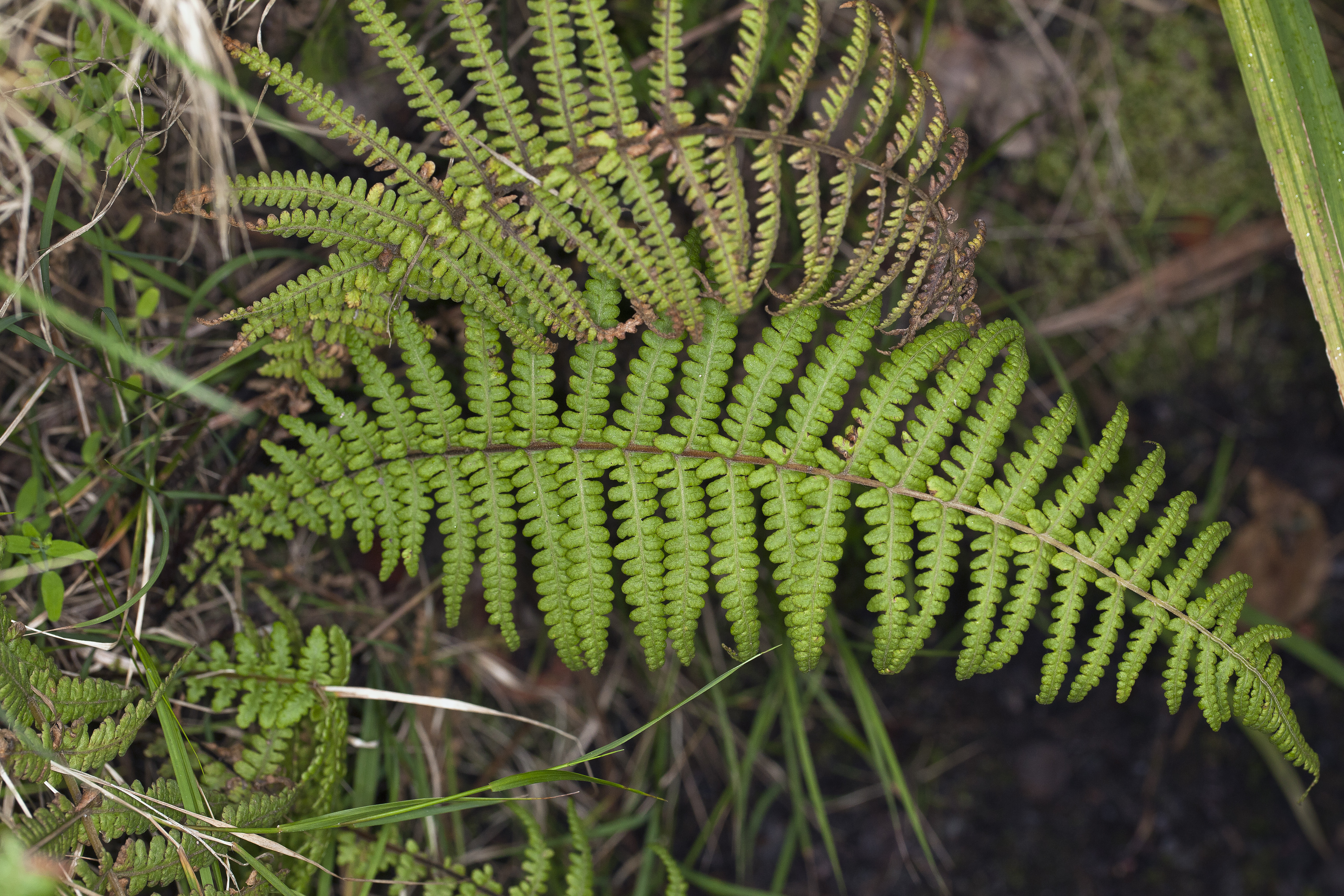
Unterfamilie Thelypteridoideae: Blattwedel von Amauropelta globulifera

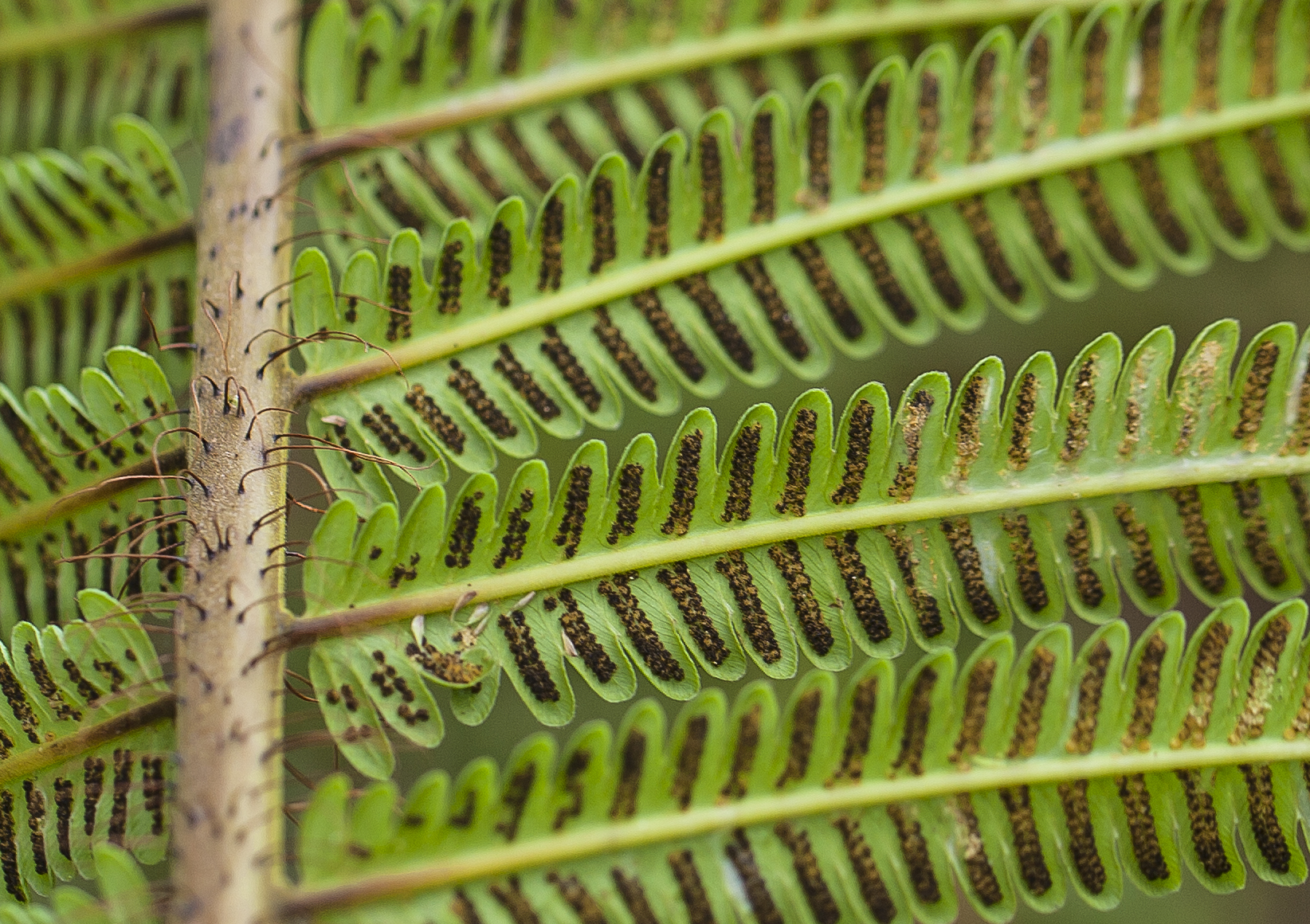
Unterfamilie Thelypteridoideae: Blattunterseite von Chingia longissima mit Sori

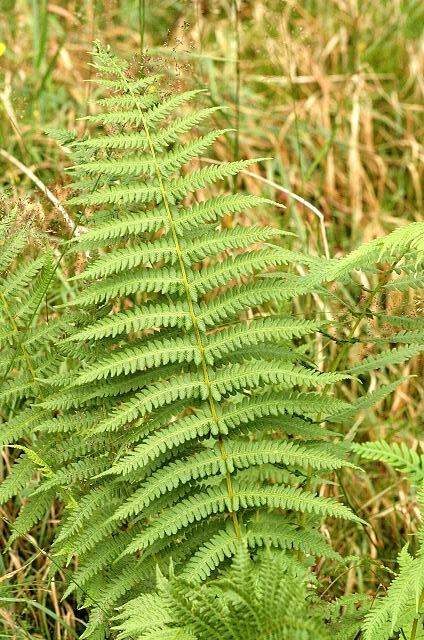
Unterfamilie Thelypteridoideae: Bergfarn (Oreopteris limbosperma)

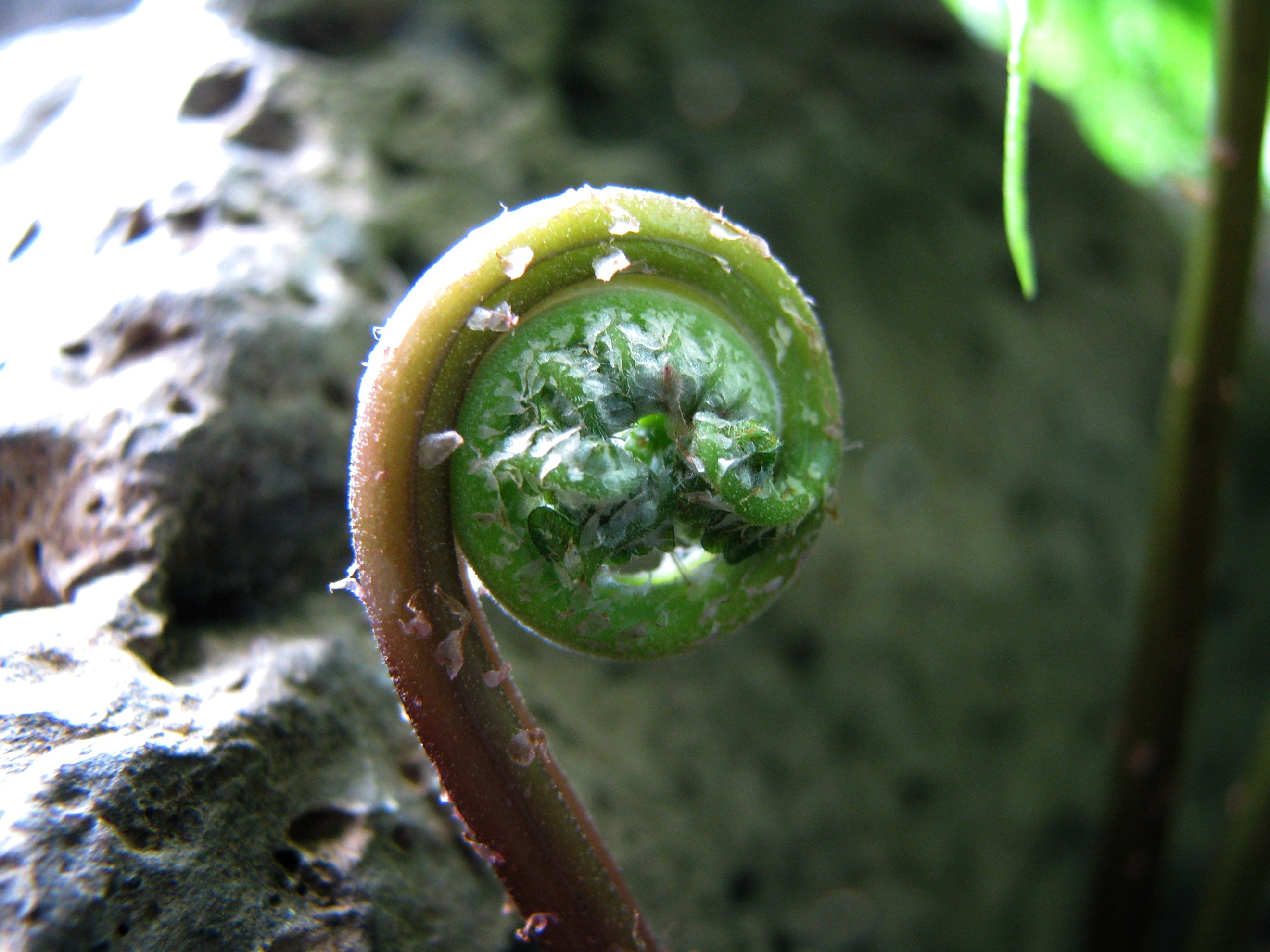
Unterfamilie Thelypteridoideae: Noch eingerollter Blattwedel von Pneumatopteris hudsoniana

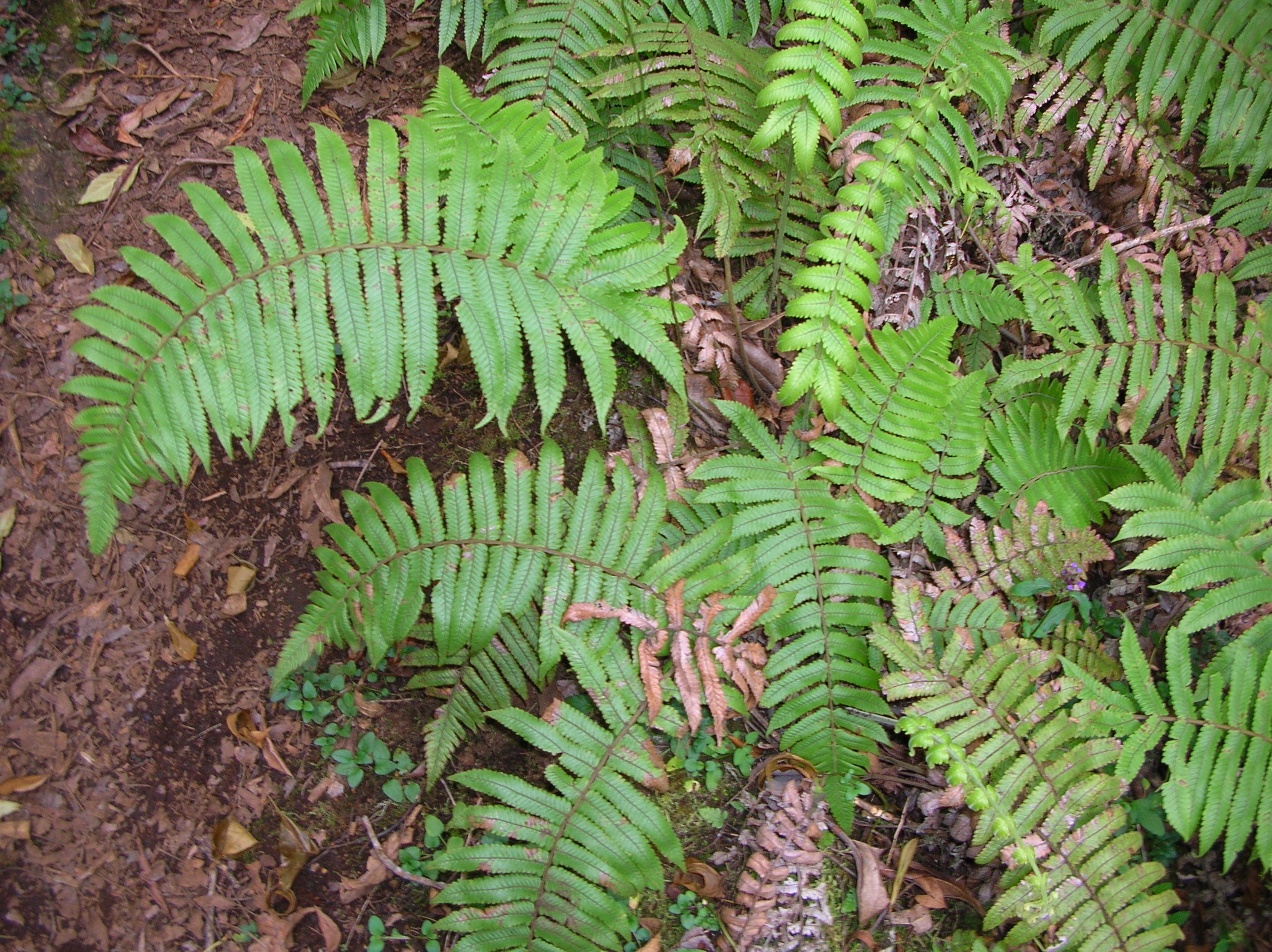
Unterfamilie Thelypteridoideae: Pneumatopteris sandwicensis

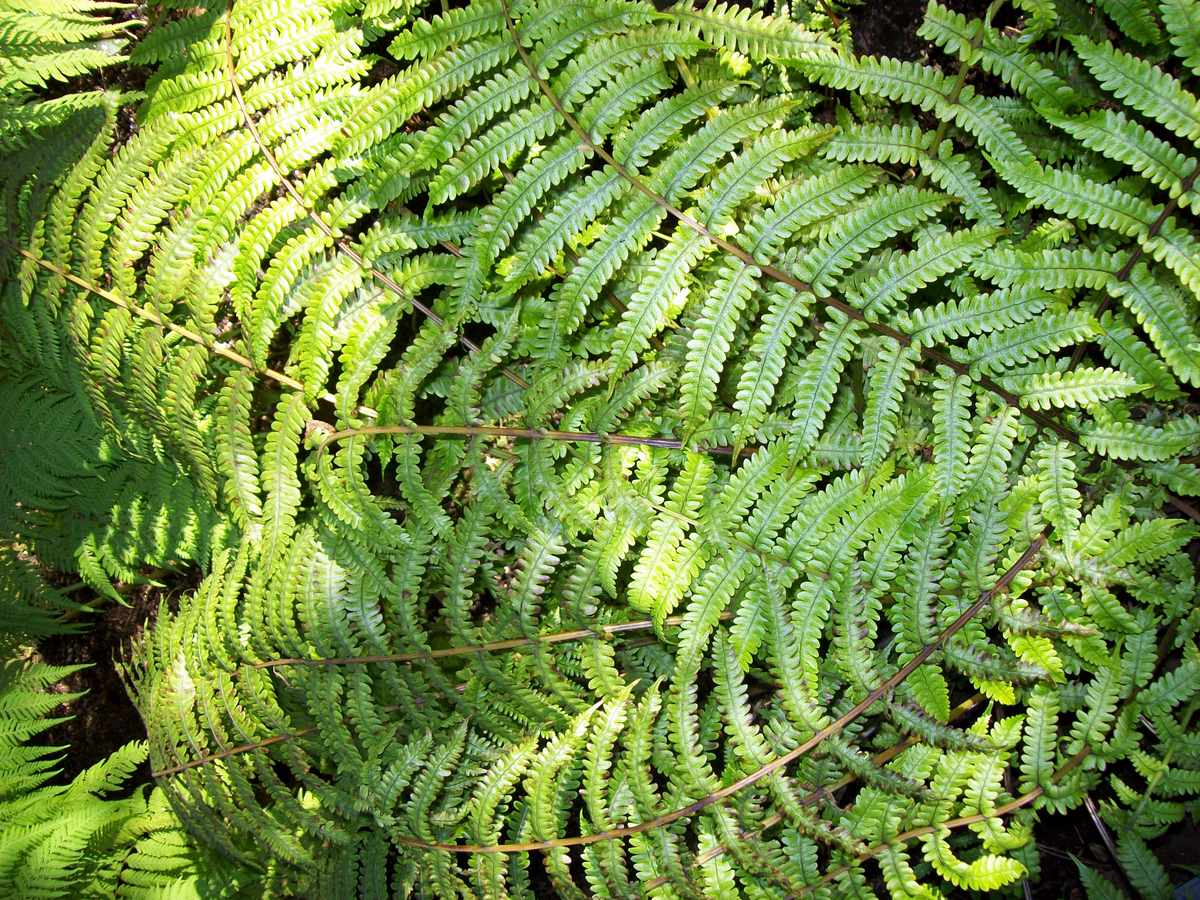
Unterfamilie Thelypteridoideae: Blattwedel von Pneumatopteris pennigera

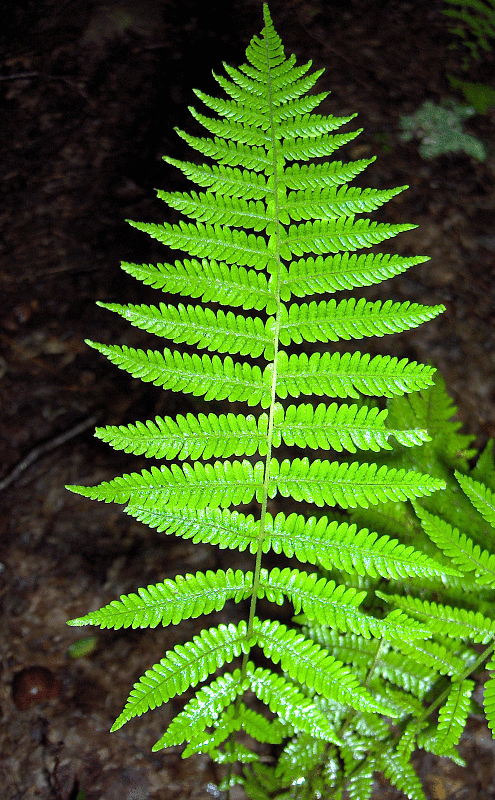
Unterfamilie Thelypteridoideae: Blattwedel von Parathelypteris noveboracensis

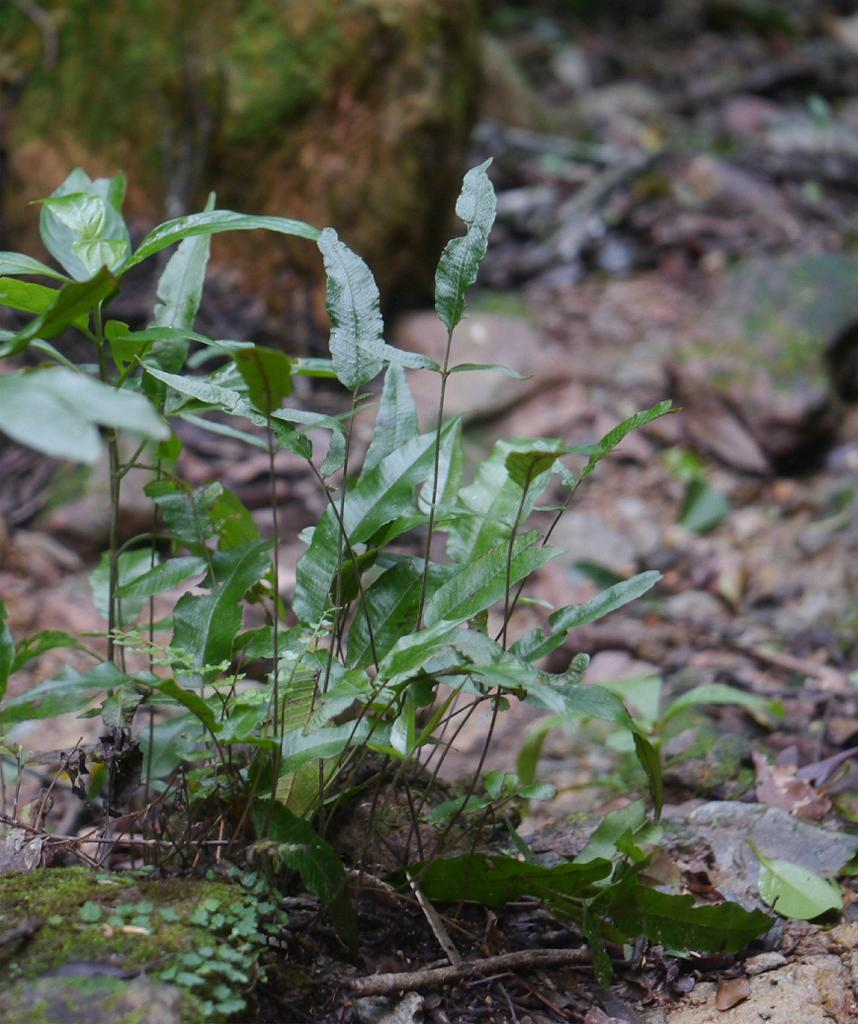
Unterfamilie Thelypteridoideae: Pronephrium triphyllum

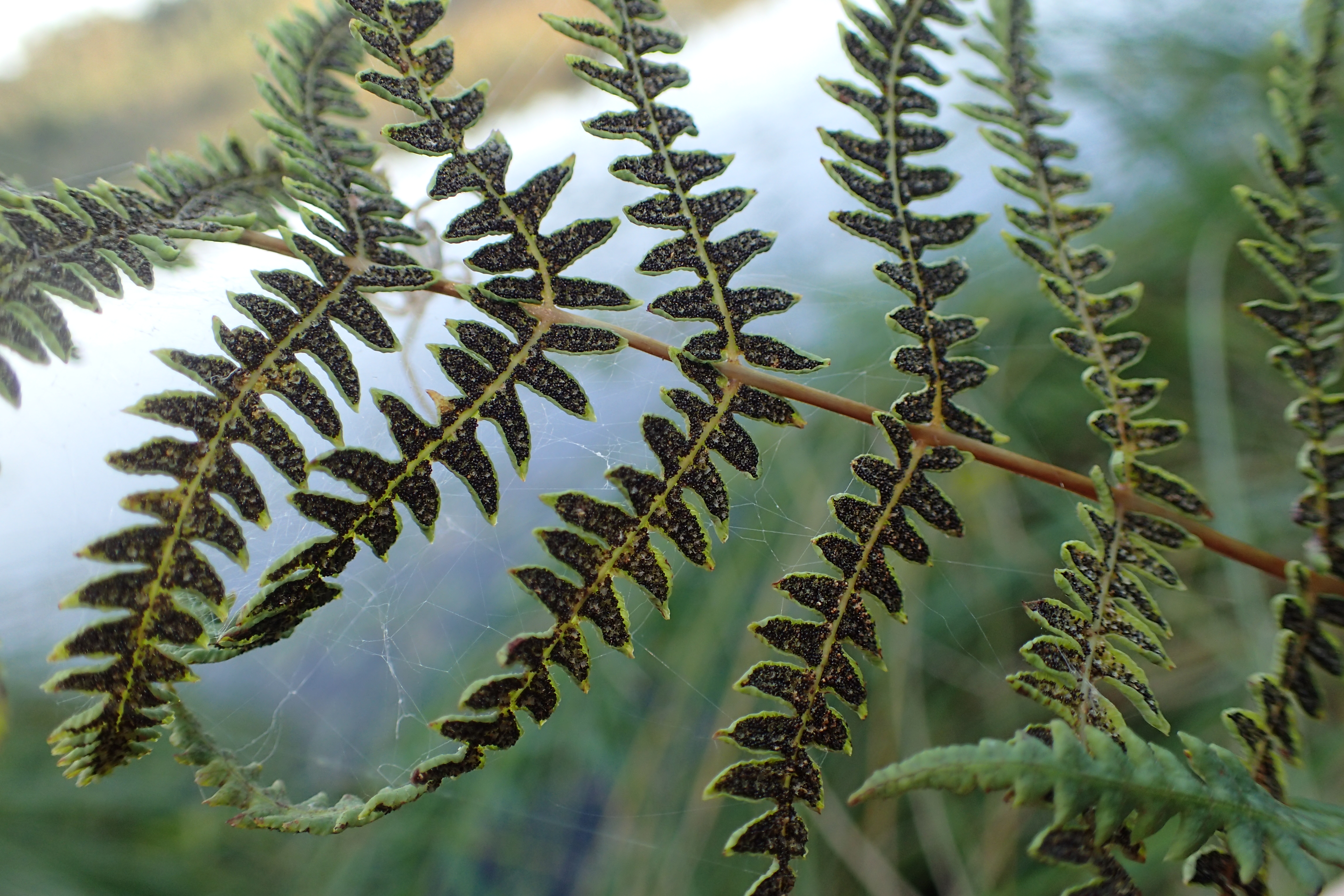
Unterfamilie Thelypteridoideae: Sumpffarn (Thelypteris palustris)

## Systematik und Verbreitung
Die Familie Thelypteridaceae wurde 1970 durch Ren Chang Ching in Rodolfo Emilio Giuseppe Pichi-Sermolli: Webbia, Volume 24, Seite 711 aufgestellt. Typusgattung ist Thelypteris Schmidel. Synonyme für Thelypteridaceae Ching ex Pic.Serm. sind: Aspidiaceae subfam. Thelypteridoideae (C.Chr.) C.F.Reed, Polypodiaceae tribe Thelypterideae C.Chr.
Die Familie Thelypteridaceae ist pantropisch verbreitet, wenige Arten kommen auch in gemäßigten Gebieten vor. Von den etwa 32 Gattungen kommt die eine Hälfte in der Neuen Welt und die andere in der Alten Welt vor.
Die Familie Thelypteridaceae ist monophyletisch.
Nach Smith et al. 2006 waren es nur etwa fünf Gattungen. Die Gliederung dieser Familie änderte sich immer wieder. Der Umfang der Gattungen wird kontrovers diskutiert.
Die Pteridophyte Phylogeny Group gliederte 2016 (PPG I) die Familie Thelypteridaceae in die zwei Unterfamilien Phegopteridoideae sowie Thelypteroideae. Die Arten der Gattung Thelypteris s. l. wurden in etwa 30 Gattungen aufgeteilt.
Die Pteridophyte Phylogeny Group akzeptiert 2016 (PPG I) etwa 32 Gattungen mit etwa 950 Arten:
- Unterfamilie Phegopteridoideae Salino, A.R.Sm. & T.E.Almeid: Es gibt nur zwei Gattungen:[1][4]
  - Macrothelypteris (H.Ito) Ching (Syn.: Thelypteris sect. Macrothelypteris H.Itô, Thelypteris subgen. Macrothelypteris (H.Itô) A.R.Sm., Thelypteris subgen. Thelypteris sect. Metathelypteris K.Iwats.): Die zehn bis elf Arten sind im subtropischen bis tropischen Asien, in Malesien, im australischen Queensland, auf pazifischen Inseln und in Afrika verbreitet.[3]
  - Phegopteris (C.Presl) Fée (Syn.: Lastrella (H.Itô) Nakai, Toppingia O.Deg., I.Deg. & A.R.Sm., Pseudophegopteris Ching, Phegopteris sect. Lastrella H.Itô, Polypodium subgen. Phegopteris (C.Presl) C.B.Clarke, Polypodium subgen. Phegopteris C.Presl, Thelypteris subgen. Phegopteris (C.Presl) Ching, Phegopteris sect. Lastrella H.Itô): Die etwa 7 bis 20 Arten sind in Eurasien, Afrika, Madagaskar, Nordamerika und vielen Inseln weitverbreitet,[3] darunter:
    - Buchenfarn (Phegopteris connectilis (Michx.) Watt)
- Unterfamilie Thelypteridoideae C.F.Reed:[1][4]
  - Amauropelta Kunze (Syn.: Thelypteris subgen. Amauropelta (Kunze) A.R.Sm., Oochlamys Fée): Sie wurde 2015 aus Thelypteris ausgegliedert. Die 220 bis 240 Arten sind hauptsächlich in der Neotropis verbreitet und wenige Arten kommen auf pazifischen Inseln, auf Inseln im Indischen Ozean sowie im tropischen Afrika vor.[3]
  - Amblovenatum J.P.Roux (Syn.: Thelypteris subgen. Amphineuron (Holttum) Fraser-Jenk., Amphineuron Holttum nom. illeg.): Die etwa 14 sind im tropischen Asien und Afrika verbreitet. Diese Arten werden oft in die Gattung Cyclosorus s. l. eingegliedert.[3]
  - Ampelopteris Kunze (Syn.: Meniscium sect. Ampelopteris K.Iwats., Thelypteris sect. Ampelopteris (Kunze) C.F.Reed, Cyclosorus subgen. Ampelopteris (Kunze) Panigrahi): Es gibt nur eine Art:[3]
    - Ampelopteris prolifera (Retz.) Copel. (Syn.: Abacopteris prolifera (Retz.) W.C.Shieh, Ampelopteris elegans Kunze, Ampelopteris firma Kunze, Aspidium proliferum (Retz.) Christ non R.Br. nec Hook. & Grev., Aspidium proliferum (Retz.) Hieron. non R.Br. nec Hook. & Grev., Cyclosorus prolifer (Retz.) Tardieu ex Tardieu & C.Chr., Dryopteris prolifera (Retz.) C.Chr., Goniopteris meniscioides Fée, Goniopteris prolifera (Retz.) C.Presl, Hemionitis prolifera Retz., Meniscium proliferum (Retz.) Sw., Nephrodium proliferum (Retz.) Keyserl., Phegopteris luxurians (Kunze) Mett., Phegopteris meniscioides (Fée) Ettingsh., Phegopteris prolifera (Retz.) Kuhn, Polypodium luxurians Kunze, Polypodium proliferum (Retz.) Roxb. ex Wall. non Kaulf., Polypodium proliferum Roxb. non Kaulf. nec (Retz.) Roxb. ex Wall., Thelypteris prolifera (Retz.) C.F.Reed, Thelypteris prolifera (Retz.) Vorster): Sie ist in der Alten Welt im tropischen bis südlichen Afrika und auf vorgelagerten Inseln, auf Madagaskar, vom Indischen Subkontinent über den Himalaja bis Myanmar, Indochina sowie China, Taiwan über Thailand bis zur Malaiischen Halbinsel und von den Philippinen über Borneo, Neuguinea, Australien bis Neukaledonien und auf vielen pazifischen Inseln weitverbreitet.[3]

  - Chingia Holttum: Die etwa 20 Arten gedeihen im tropischen Asien und in Australien. Es wird kontrovers diskutiert ob ihre Arten in eine größer gefasste Gattung Cyclosorus s. l. gehören.[3]
  - Christella H.Lév.: Bei einer Artenzahl von etwa 80 ist diese Gattung nicht monophyletisch. Sie werden manchmal der Cyclosorus s. l. zugeordnet. Sie gedeihen in den Tropen.[3]
  - Coryphopteris Holttum (Syn.: Parathelypteris sect. Melanostipes Ching, Thelypteris subgen. Coryphopteris (Holttum) Fraser-Jenk.): Die etwa 70 Arten sind im nordöstlichen Indien, Ostasien, in weiten Teilen Malesiens bis Samoa sowie den Marquesas verbreitet. Nur eine Art kommt in Nordamerika vor.[3] Hierher gehört:
    - Coryphopteris marquesensis (Lorence & K.R.Wood) Lorence & A.R.Sm. (Syn.: Thelypteris marquesensis Lorence & K.R.Wood)

  - Cyclogramma Tagawa (Syn.: Glaphyropteris sect. Cyclogramma (Tagawa) H.Itô, Thelypteris subgen. Cyclogramma K.Iwats.): Die acht bis neun Arten sind vom nördlichen Indien bis zum südlichen China, Taiwan und den Philippinen verbreitet.[3]
  - Cyclosorus Link s. str.: Die zwei bis vier Arten gedeihen in subtropischen bis tropischen Gebieten. Der Umfang dieser Gattung wird kontrovers diskutiert.[3]
  - Glaphyropteridopsis Ching: Die vier bis elf Arten sind im nordöstlichen Indien, in China (alle Arten kommen in China vor, acht davon nur dort) sowie Taiwan verbreitet. Die Anzahl der chinesischen Arten könnte bei der nächsten Revision reduziert werden.[3]
  - Goniopteris C.Presl (Syn.: Thelypteris subgen. Goniopteris (C.Presl) Duek,  Polypodium subgen. Goniopteris (C.Presl) C.B.Clarke, Thelypteris sect. Goniopteris (C.Presl) C.F.Reed): Die etwa 130 Arten sind in der Neotropis verbreitet.[3]
  - Meniscium Schreb. (Syn.: Thelypteris subgen. Meniscium (Schreb.) C.F.Reed, Phegopteris subgen. Meniscium (Schreb.) Christ): Die 25 oder 28 Arten gedeihen in der Neotropis. Der Umfang dieser Gattung und ob diese Arten in Thelypteris verbleiben sollten, wird kontrovers diskutiert.[3]
  - Menisorus Alston: Es gibt nur etwa sechs Arten, darunter:[3]
    - Menisorus pauciflorus (Hook.) Alston (Syn.: Cyclosorus pauciflorus (Hook.) Ching, Dryopteris pauciflora var. pruinosa Reimers, Dryopteris pauciflora (Hook.) C.Chr., Cyclosorus pauciflorus (Hook.) Demaret, Meniscium pauciflorum Hook., Phegopteris pauciflora (Hook.) Mett. ex Kuhn, Polypodium prionodes C.H.Wright, Thelypteris pauciflora (Hook.) C.F.Reed): Sie kommt im tropischen Afrika im Sudan, in Kamerun, Gabun, in der Demokratischen Republik Kongo, in Uganda, Tansania, Angola und vielleicht in Nigeria vor.[3]

  - Mesophlebion Holttum (Syn.: Mesoneuron Ching, Thelypteris subgen. Glaphyropteridopsis sect. Mesoneuron K.Iwats.): Die etwa 16 Arten sind vom südlichen Indochina bis  Malesien verbreitet.[3]
  - Mesopteris Ching: Es gibt etwa sechs Arten, die im südlichen China und im nördlichen Indochina vorkommen, darunter:[3]
    - Mesopteris tonkinensis (C.Chr.) Ching (Syn.: Amphineuron tonkinense (C.Chr.) Holttum,  Cyclosorus tonkinensis (C.Chr.) L.J.He & X.C.Zhang, Dryopteris tonkinensis C.Chr., Cyclosorus tonkinensis (C.Chr.) Mazumdar & Mukhop., Lastrea tonkinensis (C.Chr.) Copel., Thelypteris tonkinensis (C.Chr.) Ching): Sie gedeiht nur im tropischen Karst im nördlichen Vietnam und in Longjin im südwestlichen Guangxi.[6][3]

  - Metathelypteris (H.Ito) Ching (Syn.: Thelypteris sect. Metathelypteris H.Itô): Die 12 bis 17 Arten sind in Afrika bis Südafrika und Sri Lanka, von Ostasien bis Malesien und auf den Inseln Bioko, São Tomé sowie auf den Salomonen verbreitet.[3]
  - Nannothelypteris Holttum: Die drei bis sieben Arten kommen auf den Philippinen und Molukken vor. Sie werden heute zur Gattung Pronephrium gestellt.[3]
  - Oreopteris Holub (Syn.: Lastrea Bory, Thelypteris subgen. Lastrea (Hook.) Alston, Nephrodium subgen. Lastrea Hook.): Die etwa drei Arten sind in Eurasien verbreitet,[3] beispielsweise:
    - Bergfarn (Oreopteris limbosperma (All.) Holub, Syn.: Thelypteris limbosperma (All.) H.P.Fuchs, Dryopteris montana (Vogler) Kuntze): Er ist in Europa weitverbreitet und kommt auch in Georgien, in Zentralasien, Sibirien, Japan, auf den Azoren und auf Madeira vor.[3]

  - Parathelypteris (H.Ito) Ching (Syn.: Thelypteris sect. Parathelypteris H.Itô, Thelypteris subgen. Parathelypteris (H.Itô) R.M.Tryon & A.F.Tryon, Thelypteris subg. Parathelypteris R.M.Tryon & A.F.Tryon, Thelypteris subgen. Euthelypteris Ching, Wagneriopteris Á. & D.Löve): Von den 15 bis 20 Arten sind die meisten von Ostasien bis Malesien sowie Sri Lanka verbreitet, drei Arten kommen im gemäßigten Nordamerika vor. Sie werden heute auch in die Gattung Coryphopteris gestellt.[3]
  - Plesioneuron (Holttum) Holttum (Syn.: Mesophlebion subgen. Plesioneuron Holttum) Die 40 bis 60 Arten sind von Malesien über pazifische Inseln bis Tahiti verbreitet.[3]
  - Pneumatopteris Nakai (Syn.: Thelypteris subgen. Pneumatopteris K.Iwats., Cyclosorus subgen. Pneumatopteris (Nakai) Panigrahi): Die etwa 30 Arten sind von Malesien sowie auf pazifischen Inseln und in Afrika und Madagaskar verbreitet. Der Umfang dieser Gattung wird kontrovers diskutiert.[3] Darunter:
    - Pneumatopteris florencei (A.R.Sm. & Lorence) A.R.Sm. & Lorence (Syn.: Cyclosorus florencei A.R.Sm. & Lorence)

  - Pronephrium C.Presl (Syn.: Pronephrium subgen. Menisciopsis Holttum, Thelypteris subgen. Dimorphopteris K.Iwats., Dryopteris sect. Abacopteris C.Chr., Thelypteris subgen. Abacopteris K.Iwats., Abacopteris Fée, Cyclosorus subgen. Abacopteris (Fée) Panigrahi, Thelypteris subgen. Haplodictyum K.Iwats., Haplodictyum C.Presl): Die 40 bis 80 Arten sind hauptsächlich im tropischen Asien verbreitet, einige Arten gibt es in Madagaskar, Australien und auf pazifischen Inseln.[3]
  - Pseudocyclosorus Ching (Syn.: Cyclosorus subgen. Pseudocyclosorus (Ching) Panigrahi, Thelypteris sect. Pseudocyclosorus (Ching) Fraser-Jenk.): Von den etwa elf Arten gedeihen drei im tropischen Afrika vor und die anderen kommen von Indien bis zum Himalaya, in China, Südostasien und auf den Philippinen vor. Bei dieser Zahl ist berücksichtigt, dass bei einer Revision wohl chinesische Mikroarten verringert werden.[3]
  - Sphaerostephanos J.Sm. (Syn.: Mesochlaena R.Br. nom. illeg., Proferea C.Presl, Thelypteris subgen. Glaphyropteridopsis sect. Neocyclosorus K.Iwats., Thelypteris subgen. Pneumatopteris sect. Macrocyclosorus K.Iwats., Thelypteris subgen. Sphaerostephanos K.Iwats., Cyclosorus subgen. Sphaerostephanos (J.Sm.) Panigrahi): Die etwa 190 Arten sind im tropischen Afrika, in Asien und auf pazifischen Inseln verbreitet.[3] Darunter:
    - Sphaerostephanos castaneus (A.R.Sm. & Lorence) A.R.Sm. & Lorence (Syn.: Cyclosorus castaneus A.R.Sm. & Lorence)

  - Stegnogramma Blume (Syn.: Thelypteris subgen. Stegnogramma (Blume) C.F.Reed, Gymnogramma subgen. Stenogramma (Blume) C.B.Clarke, Leptogramma J.Sm., Thelypteris subgen. Leptogramma (J.Sm.) C.F.Reed, Dictyocline Moore, Thelypteris subgen. Dictyocline (T.Moore) C.F.Reed, Thelypteris sect. Stegnogramma (Blume) Fraser-Jenk., Craspedosorus Ching & W.M.Chu): Die etwa 7 Arten sind in Afrika, Asien und Malesien weitverbreitet. Nur 2 Arten kommt in der Neotropis von Mexiko über Guatemala bis Honduras vor.[3]
  - Steiropteris (C.Chr.) Pic.Serm. (Syn.: Glaphyropteris Fée, Dryopteris subgen. Glaphyropteris (Fée) C.Chr., Thelypteris subgen. Glaphyropteris (Fée) Alston, Thelypteris sect. Glaphyropteris (Fée) Morton, Thelypteris subgen. Steiropteris (C.Chr.) K.Iwats., Glaphyropteris (Fée) C.Presl ex Fée, Glaphyropteris (Fée) C.Presl, Phegopteris subgen. Glaphyropteris Fée, Steiropteris subgen. Glaphyropteris (Fée) A.R.Sm.): Sie wurde 2015 aus Thelypteris ausgegliedert. Die 25 bis 28 Arten sind in der Neotropis verbreitet.[3]
  - Thelypteris Schmidel (Syn.: Asterochlaena C.Chr.): Sie enthält nur noch zwei  Arten mit zusammen fast weltweiter Verbreitung.[3] Darunter:
    - Sumpffarn (Thelypteris palustris Schott)

  - Trigonospora Holttum (Syn.: Cyclosorus subgen. Trigonospora (Holttum) Panigrahi, Thelypteris subgen. Trigonospora (Holttum) Fraser-Jenk., Thelypteris sect. Trigonospora (Holttum) Fraser-Jenk.): Die drei bis acht Arten sind in Sri Lanka und von Indien bis Südostasien verbreitet.[3]

## Weiterführende Literatur
- N. Patel, S. Fawcett, M. Sundue, J. M. Budke: Evolution of perine morphology in the Thelypteridaceae. In: International Journal of Plant Sciences, 2019.
- Z.-Y. Li, X.-C. Zhang, Z.-L. Liang, J. Li: A Taxonomic Revision of Fern Genus Pseudocyclosorus (Thelypteridaceae) from China and the Pan-Himalaya Region, with Special Reference to the Identity of Pseudocyclosorus stramineus. In: Phytotaxa 2019.
- L.-Y. Kuo, Y.-H. Chang, Y.-H. Huang, W. Testo, A. Ebihara, G. Rouhan, L. G. Quintanilla, J. E. Watkins, Y.-M. Huang, F.-W. Li: A global phylogeny of Stegnogramma ferns (Thelypteridaceae): generic and sectional revision, historical biogeography and evolution of leaf architecture. In: Cladistics, Volume 36, 2020.
- R. S. Fernandes, Alexandre Salino: Taxonomic revision of Meniscium Schreber (Thelypteridaceae: Polypodiopsida). In: Phytotaxa, Volume 463, 2020.

- Karte mit allen verlinkten Seiten:
- OSM |
- WikiMap